# حب الشباب الطفلي
حب الشباب الطفلي (بالإنجليزية: Infantile acne)‏ يعد من العد النادر جدًا يحدث عند حديثي الولادة وهذا يختفي عادة عند عمر خمس سنوات.تظهر حبوب الشباب بين الأطفال في حالات نادرة وذلك بعد الشهر الثالث من الولادة. إما على شكل بثور صغيرة أو بثور صديدية المظهر قد تستمر لعدة شهور. وسبب هذا النوع غير معروف. وقد تكون للعوامل الوراثية دوراً في ذلك. إذ أن هذه الحبوب تظهر عادة في الأطفال من أبوين ذوي بشرة دهنية أو عانى أحدهما من حبوب الشباب في مرحلة سابقة من عمره.
ويعتقد البعض بأن لهرمون البروجسترون الذي يصل إلى الأطفال أثناء الحمل من الأمهات دوراً على ظهور تلك الحبوب لاحقاً. كما أن أورام الغدد الفوق كلوية لها أثر هام في ظهور حبوب الشباب بين الأطفال.